# Francisco Mora Méndez

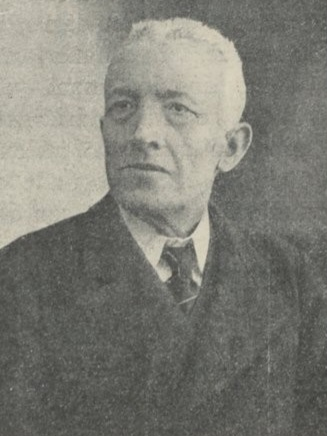
Francisco Mora Méndez

Francisco Mora Méndez (Villatobas, Toledo, 26 de septiembre de 1842 - Madrid, 22 de mayo de 1924) fue un músico y político socialista español.

## Biografía
De profesión zapatero, su interés por la música le llevó a ingresar en el Real Conservatorio Superior de Música de Madrid en 1852 donde estudió canto. Más tarde formó parte de una compañía lírica.
Vinculado con los primeros pasos del movimiento obrero, participó en la creación de la sección de Madrid de la I Internacional (1869), dentro de la comisión de propaganda que creó con Giuseppe Fanelli. Fue elegido delegado en el Congreso Obrero de Barcelona (1870). Con la ruptura de la Internacional en España, se aproximó al núcleo de Pablo Iglesias, participando en la fundación del Partido Socialista Obrero Español.
Un conflicto sobre la publicación oficial del PSOE, El Socialista, le hizo abandonar la formación en 1886, para reintegrarse de nuevo en 1902. Fue elegido miembro del Comité Nacional y vicepresidente del mismo órgano (equiparable al Comité Federal en la actualidad). Fue Concejal del Ayuntamiento de Madrid de 1911 a 1915.
En 1902 publicó el libro Historia del socialismo obrero español, obra pionera del movimiento sindicalista en España, traducida a varios idiomas. Se conserva un ejemplar en la Biblioteca Nacional de España.